# Titești, Vâlcea
Titești este satul de reședință al comunei cu același nume din județul Vâlcea, Muntenia, România.

## Personalități
- Paula Ciuclea (n. 1944), dirijor
- Ion Teșu (1929 - 2013), demnitar comunist

 Acest articol despre o localitate din județul Vâlcea este deocamdată un ciot. Puteți ajuta Wikipedia prin completarea lui.